# Västerås Stift
Västerås Stift er et stift i Svenska kyrkan i Sverige, der omfatter de gamle landskaber Västmanland og Dalarna (bortset fra Hamra sogn i Orsa finnmark, der tilhører Uppsala Stift) samt nogle sogne i Uppland. Stiftets hovedkirke er Västerås Domkirke.
Stiftet blev dannet i begyndelsen af 1100-tallet. Før 1. januar 2007 bestod det af 12 provstier, 64 pastorater og 98 sogne. Siden er der sket en del ændringer i provsti- og pastoratinddelingen.
Biskop siden 2008 er Thomas Söderberg.